# کوه لین
کوه لین (به انگلیسی: Lane Peak) یک قله و کوه در ایالات متحده آمریکا است که در شهرستان لوئیس، واشینگتن واقع شده‌است. کوه لین ۱٬۸۳۲٫۴۸ متر بالاتر از سطح دریا واقع شده‌است.